# Lady Skollie
Lady Skollie, née Laura Windvogel en 1987, est une artiste féministe et militante de la ville du Cap, en Afrique du Sud.  

## Biographie
Lady Skollie reçoit une éducation artistique dès l'enfance, lorsque sa mère l'inscrit au Frank Joubert Art Center. 
Elle étudie l'histoire et l'art dans la littérature néerlandaise à l'Université du Cap en 2009. Elle obtient un diplôme en gestion des affaires pour artistes de l'université du Cap en 2014. Bien que d'une formation classique à l'art, Lady Skollie se détourne rapidement de la scène de l'art traditionnel. Elle se sert des réseaux sociaux auxquels elle a été formée pour faire la promotion de son œuvre. Son travail se concentre sur le genre, le désir, le sexe et la sexualité, l'intime et le consentement de l'autre en Afrique du Sud. Par son pseudonyme et sa personnalité artistique, Lady Skollie cherche à créer des espaces dans lesquels elle aborde des thèmes qui sont difficiles à évoquer directement. Le terme "Skollie" est un terme historique qui trouve son origine lors de la colonisation de l'Afrique du Sud par les Pays-Bas. Historiquement, les blancs ont utilisé ce terme pour identifier une personne noire qu'ils considèrent peu fiable.
Lady Skollie utilise pour ses peintures différentes techniques ; encre, aquarelle aux couleurs vives, graphite. Les silhouettes de femmes qu'elle peint sont primitives et sexuées. Elles sont un hommage aux femmes de la tribu Khoi qui est aujourd'hui réduite à moins de 100 000 personnes. De prime abord, ces femmes sont généreuses et voluptueuses. En réalité, Lady Skollie dénonce les violences faites aux femmes dans une société patriarcale qui se moque de leur consentement et de leur désir. Elle dénonce également une croyance qui fait des femmes des machines à procurer du plaisir aux hommes parce que le corps d'une femme pourrit s'il n'est pas consommé.

## Expositions
- Skattie Célèbre Laura Windvogel, Association pour les Arts Visuels de la Galerie, le Cap, Afrique du Sud, 2014
- Vroeg Ryp, Vroeg Vrot par Lady Skollie, Stevenson Gallery, à Johannesbourg, en Afrique du Sud, 2015
- Demander ce que vous voulez de Lady Skollie, WorldArt Galerie, Le Cap, Afrique du Sud, 2015
- "La seule raison" par Lady Skollie, Stevenson Gallery RAMPE de Projet, Le Cap, Afrique du Sud, 2015
- Les hottentots, Skollie, la partie de Demain/aujourd'Hui, le projet spécial présentée par Azu Nwabogu et Ruth Simbao, le Cap Art Fair, Le Cap, Afrique du Sud, 2016
- SEXE, Stevenson Gallery, à Johannesbourg, en Afrique du Sud, 2016
- La convoitise de la Politique, de Tyburn Gallery, Londres, Royaume-Uni, 2017
- The Mating Dance, Also Known As Africa (AKAA), Carreau du Temple, Paris, novembre 2017